# 오후나코시세토

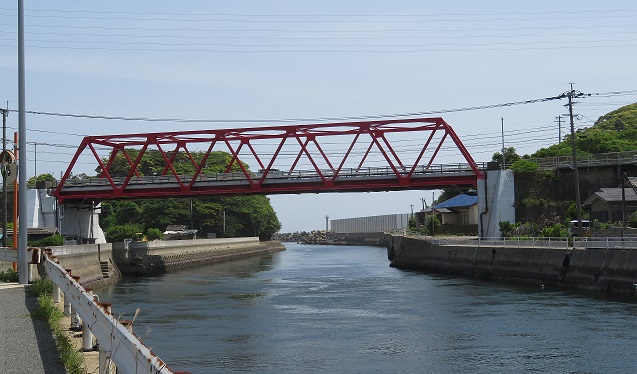
오후나코시세토 전경.

오후나코시세토(大船越瀬戸)는 나가사키현 쓰시마시에 놓여 있는 폭이 좁은 운하이다. 그래서 이 운하가 쓰시마섬의 서안과 동안을 서로 이어주는 운하이며, 1661년 정식으로 개통되었다.
그러다가 1900년(메이지 33년)에는 이보다 북쪽으로 2km 더 떨어진 만제키세토가 개통되었으며, 오후나코시세토는 일반적으로 어항으로 이용되는 특색을 둔다. 그 밖에도 이 섬 지역을 종단하게 되는 국도 382호선에 오후나코시 다리가 별도로 조성되어 있다.